# Quicio

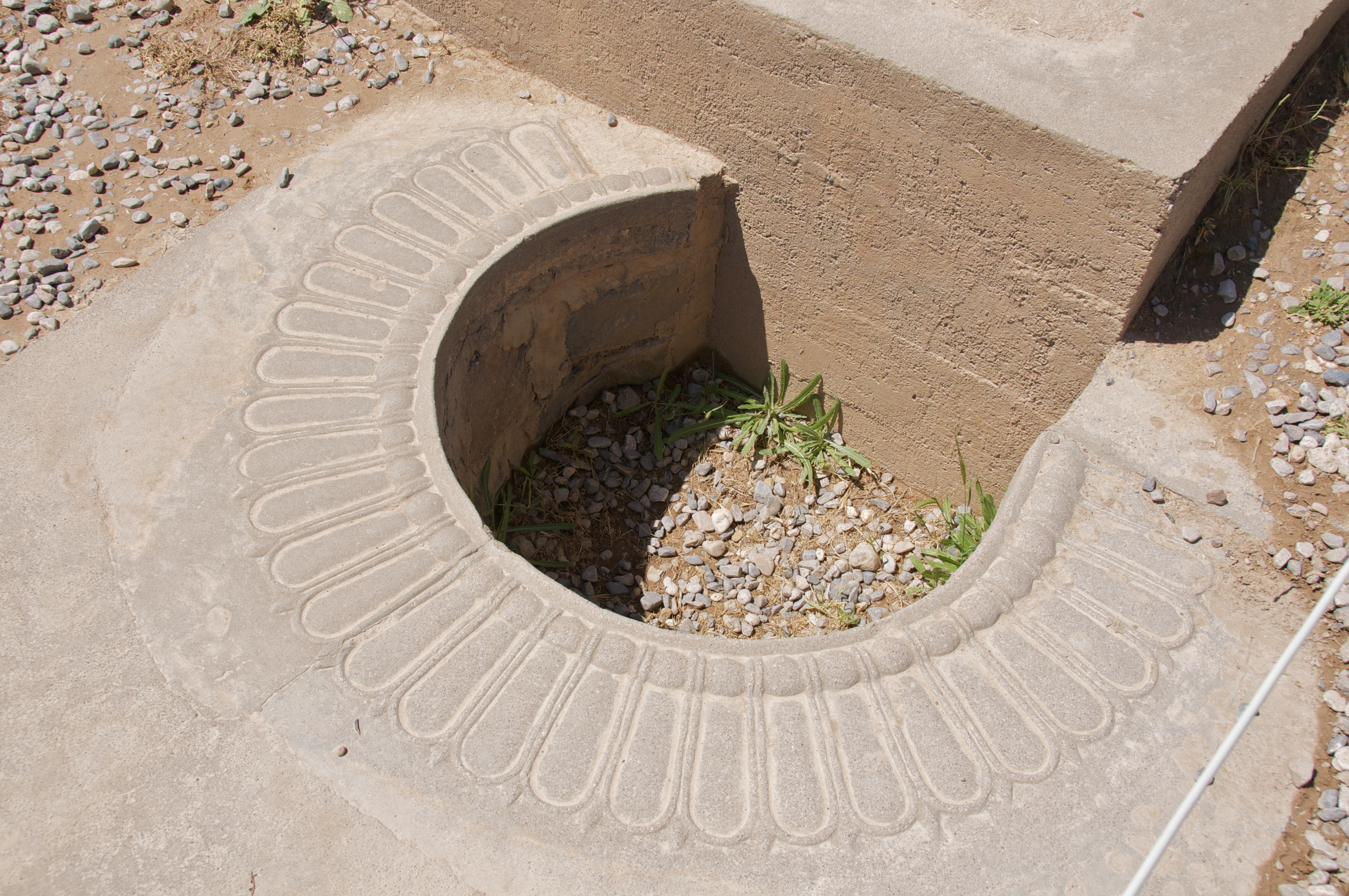
Quicio inferior de piedra de Persépolis. Se puede comprobar la ausencia de desgaste.El batiente de la puerta no rozaba. Quedaba colgado por encima.

Se llama quicio a la parte del marco, en los dos extremos de una puerta o ventana, que generalmente es vertical y en el cual se fija por medio de pernios, bisagras (u otro sistema) la hoja de la puerta. El quicio debe ser suficientemente resistente para sostener el peso de la hoja (exceptuando ciertos casos: ver foto) que tiende a girar alrededor del pernio inferior, trabajando a tensión los superiores. Para resistir a este último esfuerzo debe estar fijo al resto del marco y este sólidamente empotrado en la obra de fábrica. El quicio va labrado en escuadra para que la puerta al cerrarse ajuste en el cerco. 

## Historia
Las puertas primitivas podían girar sobre dos pernos de madera que definían un eje de giro vertical y que iban alojados en unos espacios vacíos llamados quicios. Inicialmente había quicios de piedra. En épocas posteriores los pernos o los quicios podían ser de bronce o de otros metales o aleaciones. Estas puertas primitivas no necesitaban construcción de obra.

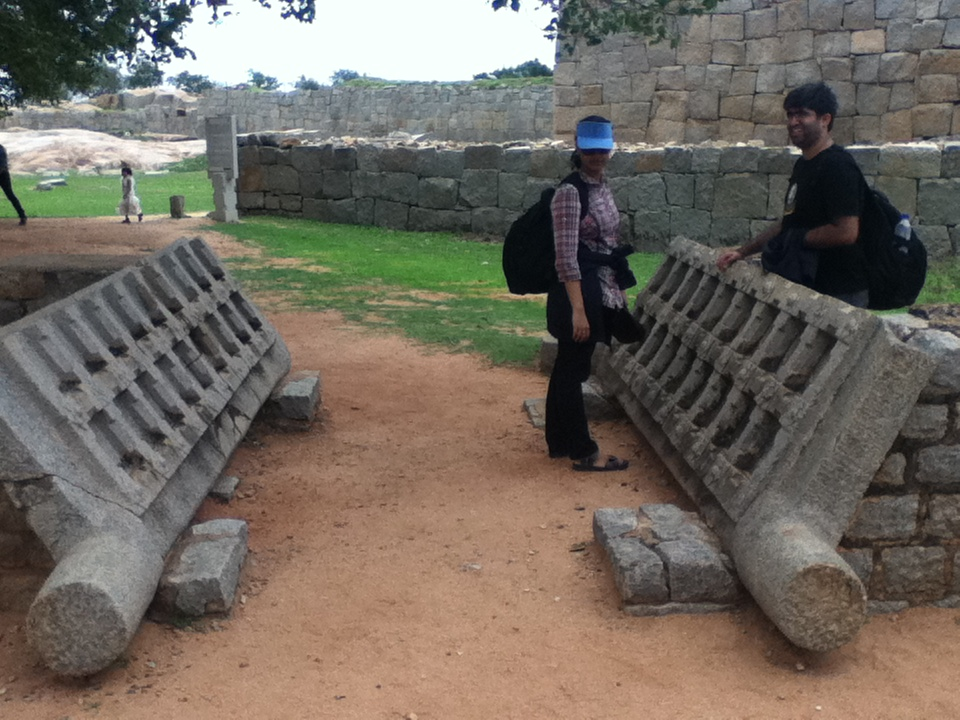
Puerta de piedra con pernos de giro integrados (cortados de la misma pieza de piedra del batiente)
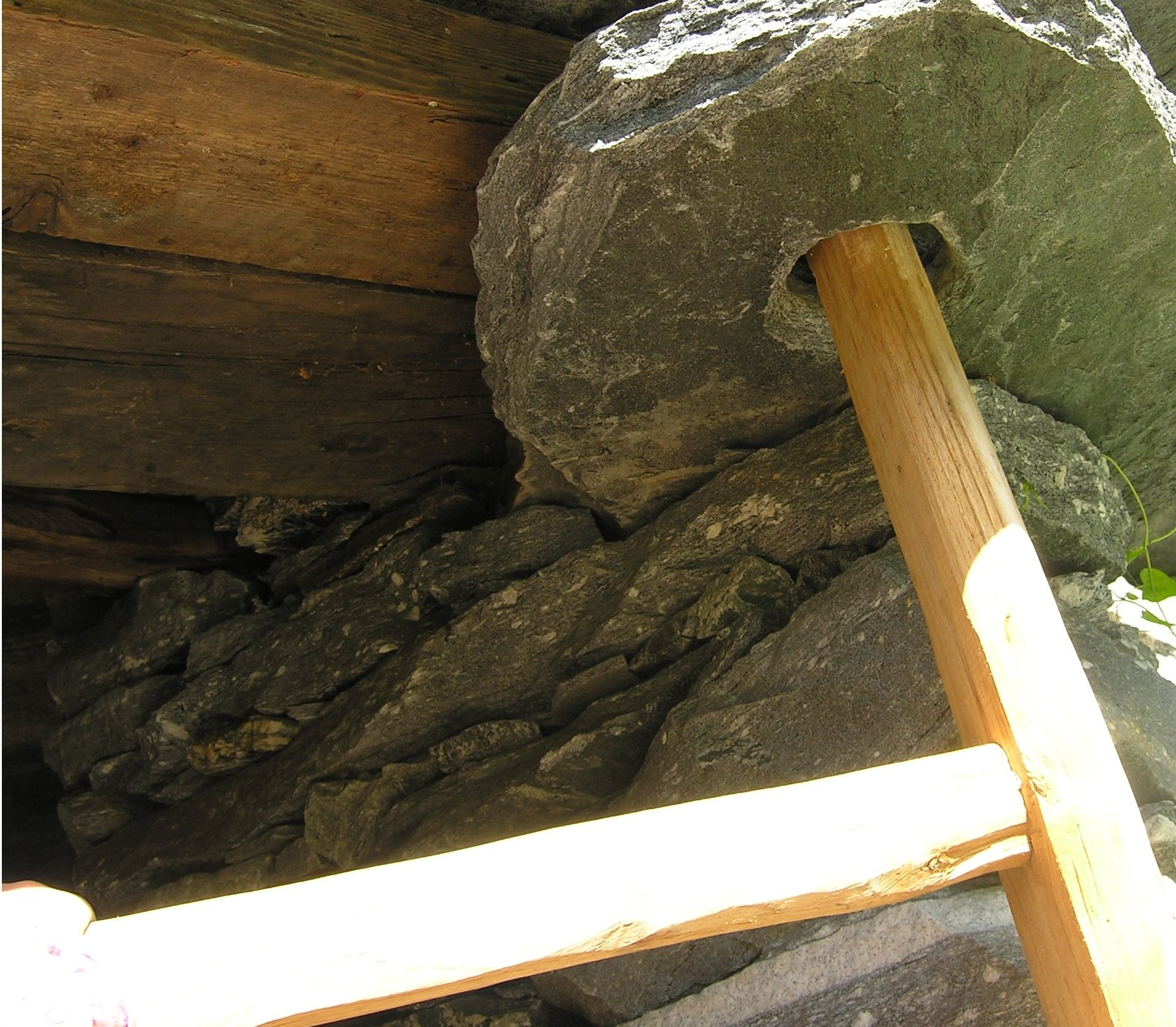
Quicio superior de piedra, para una valla en una cabaña de piedra seca

En muchos casos, las puertas se montaban en una construcción. El marco es la parte del conjunto de cierre que queda anclada al muro y que soporta la parte fija de las bisagras. En la forma más sencilla, una construcción sólo consta de los montantes, dos piezas verticales (generalmente de madera) bien encajadas en los muros. La parte superior de la construcción puede haber sido cerrada por una pieza horizontal (dintel o cierre). También hay construcciones formadas por un marco cerrado del todo, con los dos montantes, un dintel y un umbral; con todas las piezas unidas entre sí. Estas piezas pueden estar reforzadas con escuadras o no. La forma externa de una construcción puede ajustarse a un rectángulo o disponer de extensiones de anclaje.

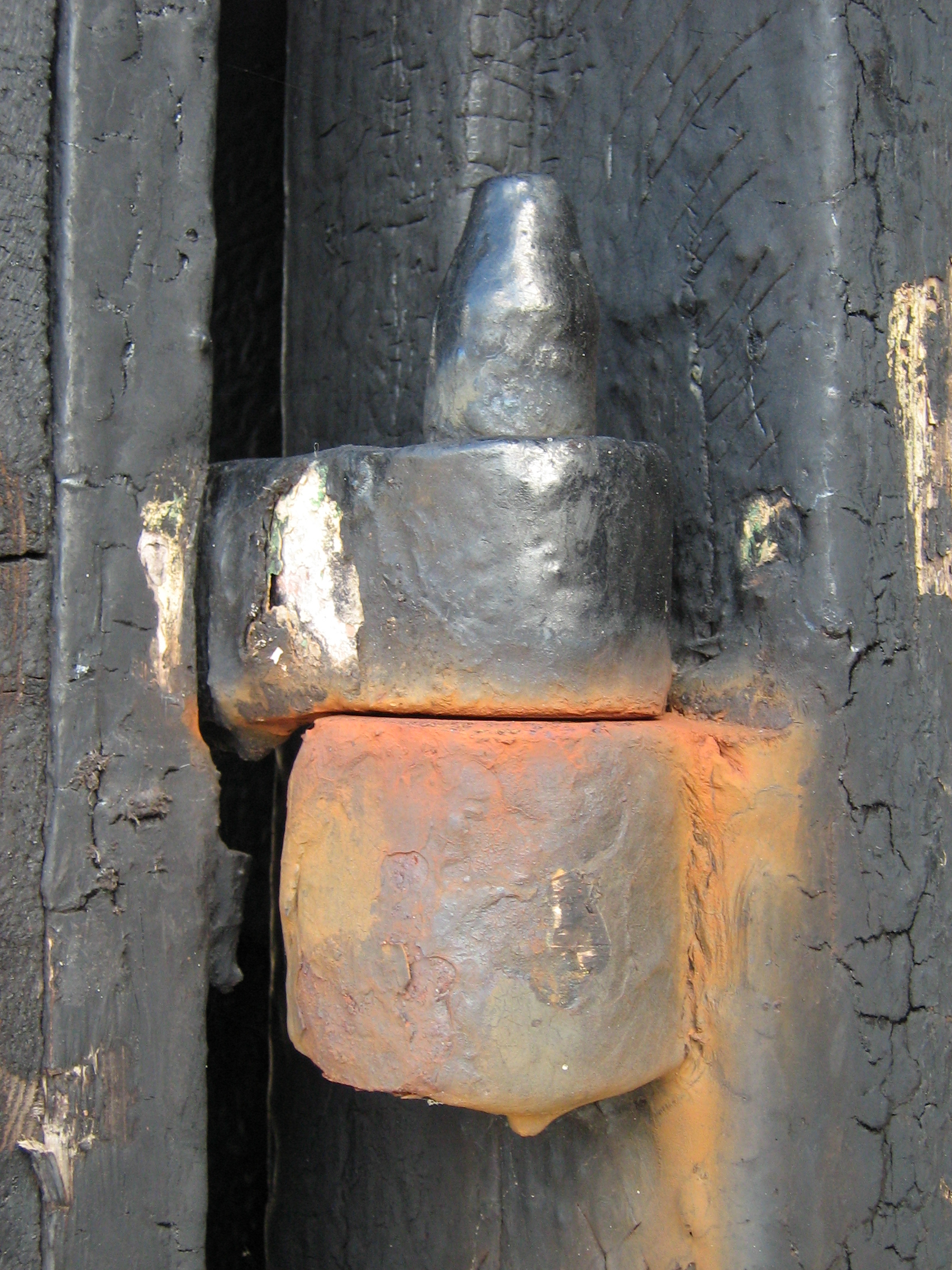
Golfo tradicional de hierro
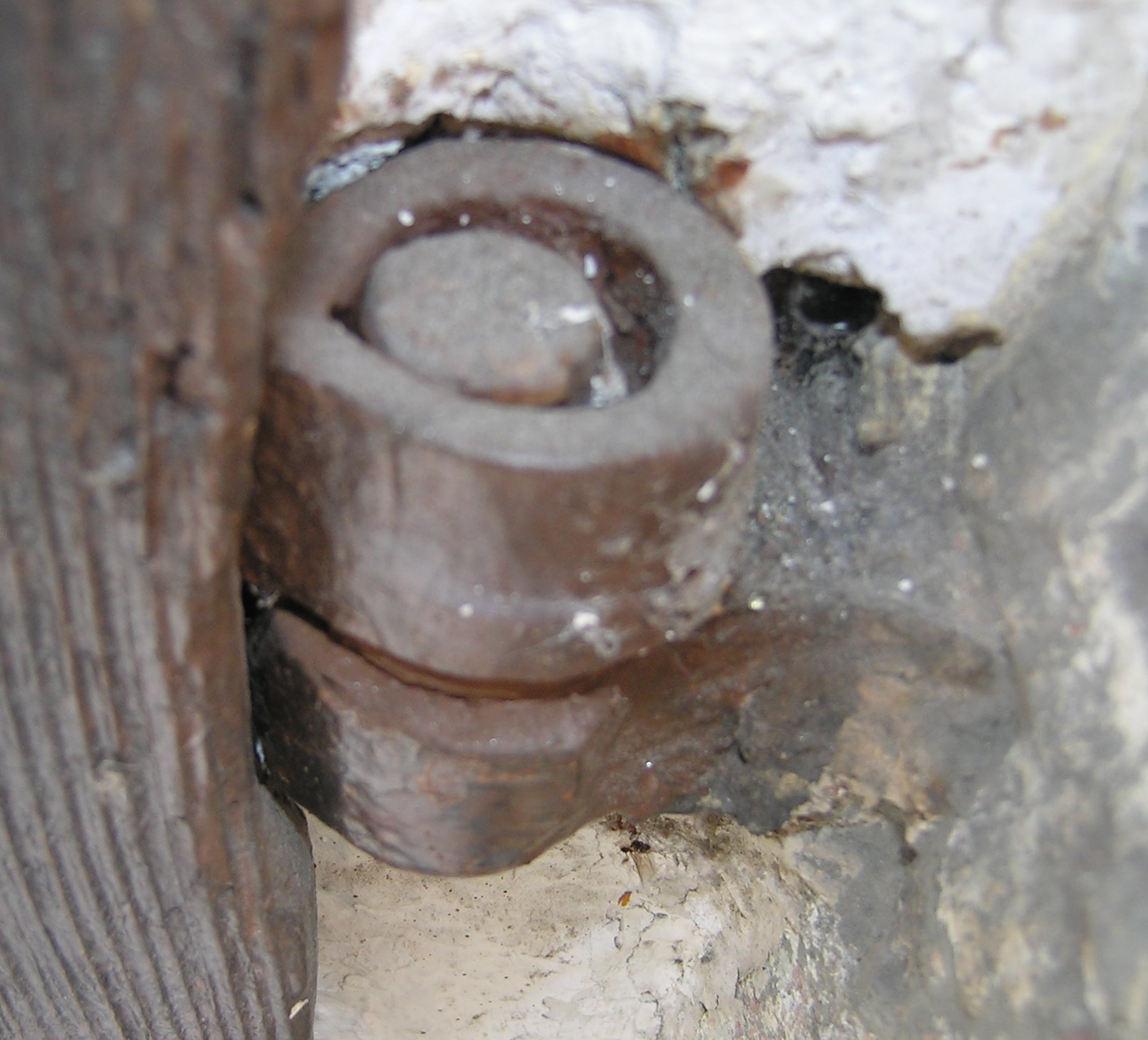
Golfo tradicional de hierro
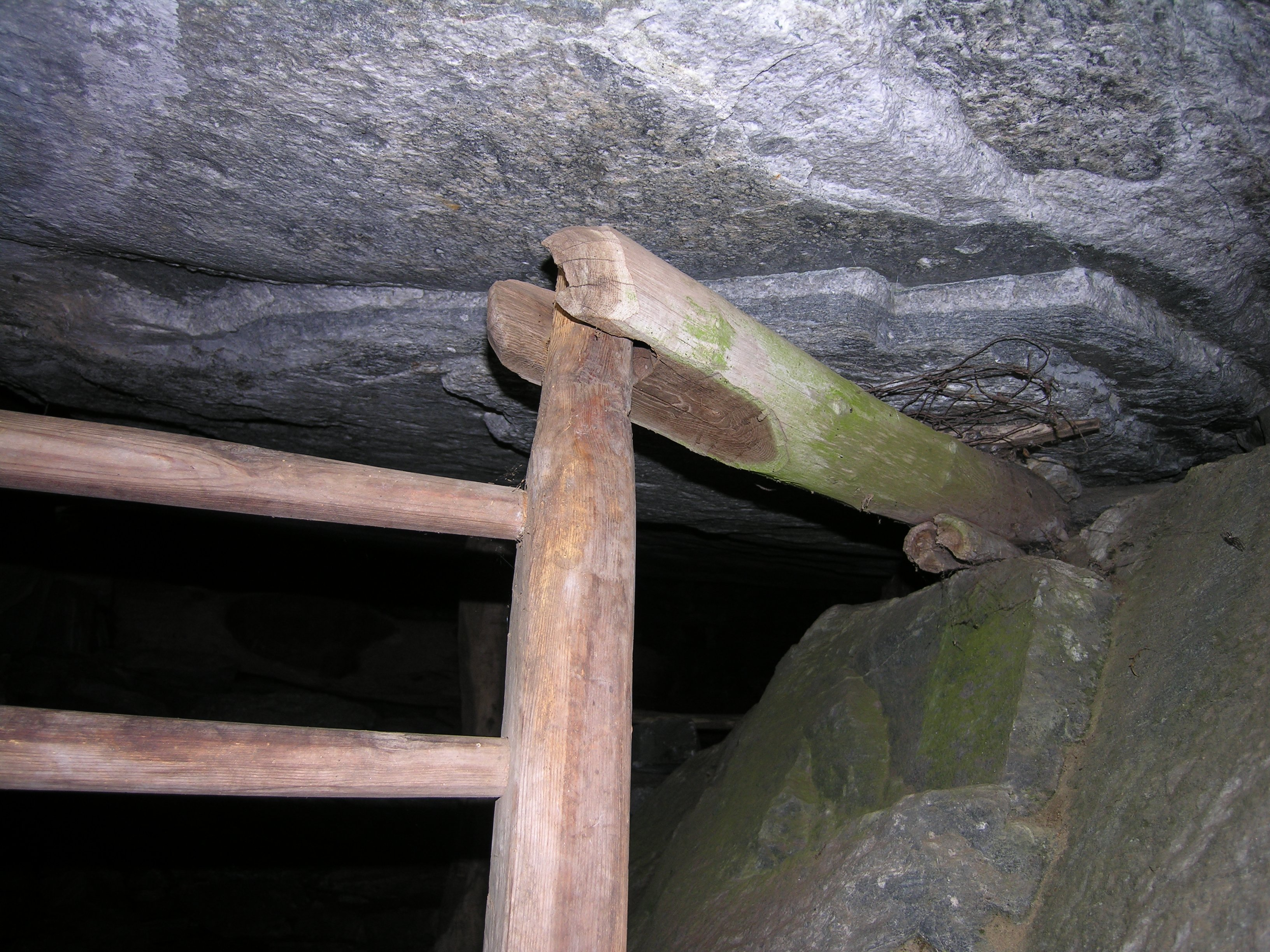
Quicio superior de madera, para una valla en una cabaña de piedra seca

## Tipos de articulación de las puertas
Las hojas de puertas y ventanas, para disponer del movimiento necesario, se pueden fijar de cuatro modos: por quicios, bisagras, pernios o goznes. 
- Por quicios: es el pernio puntiagudo que se hace de madera o se coloca con una escuadra de hierro a la parte de abajo sobre un agujero o el gorrón de hierro, embutido y emplomado en piedra y a la parte de arriba se hace la muñeca redonda, que juega y se introduce en el umbral, dintel o arco.
- Por bisagras: es un juego de hierro en que se enlazan dos hojas largas macho y hembra por un nudo de anillos que asegura un pernio o clavija redonda para facilitar el movimiento y de éstas se fijan con tornillos o clavos al aire o embutidos tres o cuatro de éstos en los cercos y largueros: de éstas, las que tienen las hojas más cortas se llaman fijas y en unas la clavija está firme y en otras, se quita y pone.
- Por pernios. Son igualmente dos hojas, macho y hembra. En uno se halla fijo el pernio y en la otra, el anillo en que se introduce y este se asegura igualmente en los largueros, cercos y fábrica.
- Con goznes. Son dos anillos agarrados con puntas que se aseguran en la madera, piedra o fábrica.